# Musa Yaffa
Musa Yaffa (* 15. Juli 1994 in Sutokoba) ist ein gambischer Fußballspieler, der als Verteidiger für die Hawks Banjul spielt.

## Karriere
Er wurde in Sutokoba geboren und spielte Vereinsfußball für Bakau United und Hawks Banjul. Sein Länderspieldebüt gab er 2016 für Gambia.